# Equus zebra
La zebra di montagna (Equus zebra Linnaeus, 1758) è una specie minacciata di zebra originaria dell'Angola sud-occidentale, della Namibia e del Sudafrica. Si suddivide in due sottospecie, la zebra del Capo (E. z. zebra) e la zebra di Hartmann (E. z. hartmannae); alcuni autori hanno perfino considerato l'ipotesi di considerarle come due specie separate.

## Tassonomia
Nel 2004 C. P. Groves e C. H. Bell rivisitarono la tassonomia delle zebre (genere Equus, sottogenere Hippotigris). Dopo accurate analisi giunsero alla conclusione che la zebra del Capo (Equus zebra zebra) e quella di Hartmann (Equus zebra hartmannae) erano così diverse tra loro da dover essere classificate come specie separate, Equus zebra ed Equus hartmannae.
Tuttavia, dopo un esauriente studio genetico su 295 esemplari di zebra di montagna, Moodley e Harley (2005) non riscontrarono alcuna differenza genetica tale da considerare i due taxa di zebra di montagna nulla più di due popolazioni distinte di un'unica specie. Essi giunsero così alla conclusione che bisognava continuare a considerare la zebra del Capo e quella di Hartmann semplici sottospecie.
La terza edizione del celebre Mammal Species of the World (2005) classifica la zebra di montagna come un'unica specie (Equus zebra) suddivisa in due sottospecie.

## Descrizione

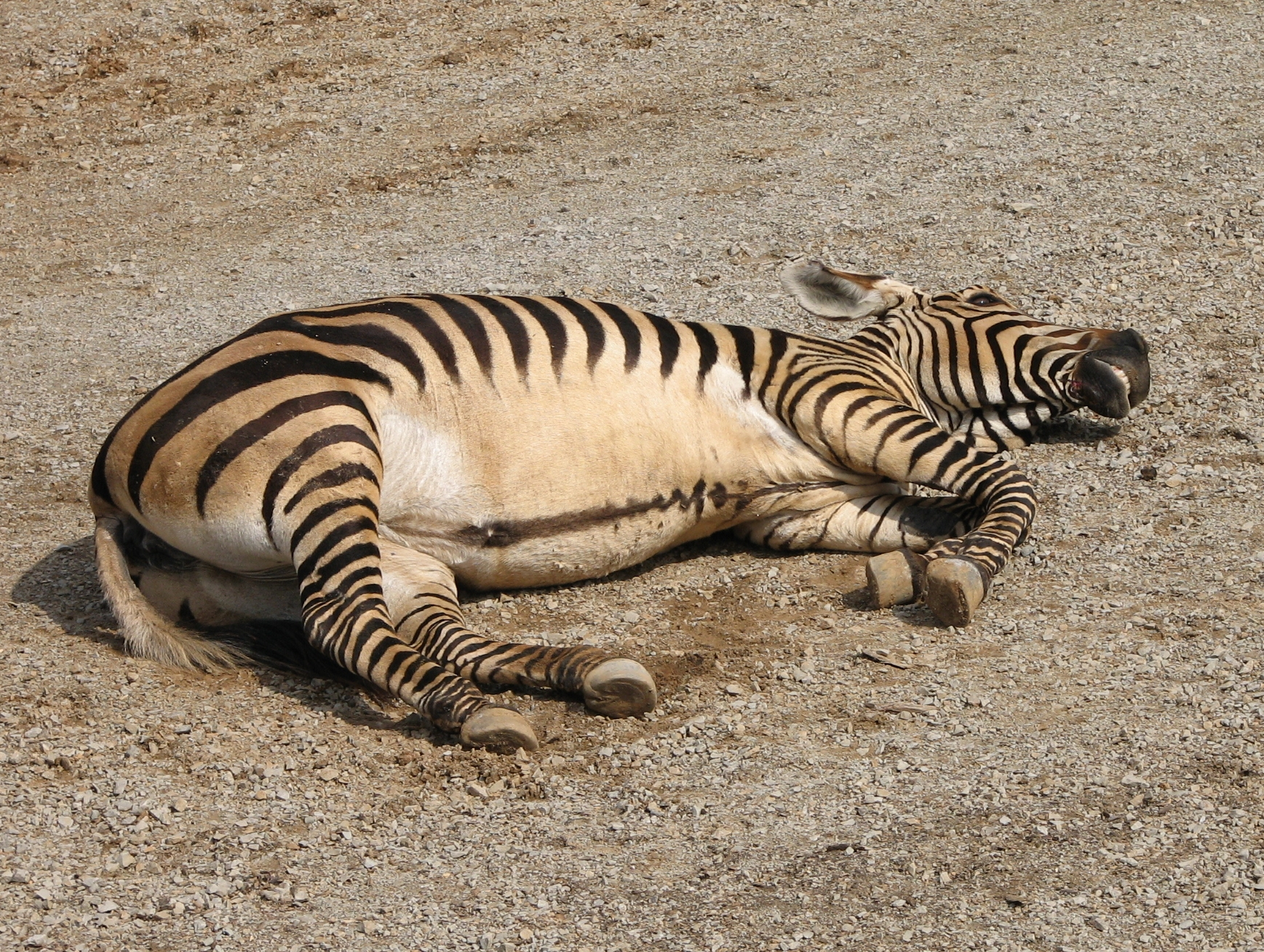
Una zebra di Hartmann al riposo mostra il ventre privo delle caratteristiche strisce

Come tutte le zebre anche quella di montagna è ricoperta dalle caratteristiche strisce bianche e nere con conformazione diversa da individuo a individuo. Le strisce possono essere sia bianche e nere che bianche e marrone scuro. Esse ricoprono tutto il corpo a eccezione del ventre. La zebra di montagna è dotata inoltre di una caratteristica giogaia.
Le zebre di montagna adulte sono lunghe 2,2 m. L'altezza al garrese è di 1 - 1,4 m. Il peso si aggira sui 240 – 372 kg. Groves e Bell riscontrarono nella zebra del Capo una forma di dimorfismo sessuale: in questa sottospecie, a differenza della zebra di Hartmann, le femmine sono più grandi dei maschi. Le strisce nere della sottospecie di Hartmann sono sottili e separate tra loro da spazi bianchi piuttosto larghi, mentre nella sottospecie del Capo si riscontra l'esatto opposto.

## Biologia
Le zebre di montagna vivono in zone montuose e collinari calde, aride e rocciose. Prediligono i pendii e gli altopiani e si possono incontrare fino a 1000 metri sul livello del mare, sebbene durante l'inverno migrino verso altitudini inferiori. La loro alimentazione è costituita da ciuffi d'erba, corteccia, foglie, boccioli, frutta e radici. Spesso scavano alla ricerca d'acqua.
La zebra del Capo e quella di Hartmann sono allopatriche, il che significa che il loro areale non si sovrappone. Proprio per questo motivo non possono incrociarsi tra loro. La causa di questo va attribuita agli stermini effettuati dai cacciatori nella Provincia sudafricana del Capo Settentrionale. In tempi storici le zebre di montagna erano diffuse attraverso l'intera lunghezza delle scarpate montuose che corrono lungo la costa occidentale dell'Africa meridionale, così come in tutte le regioni montuose del Sudafrica meridionale.

## Ciclo vitale

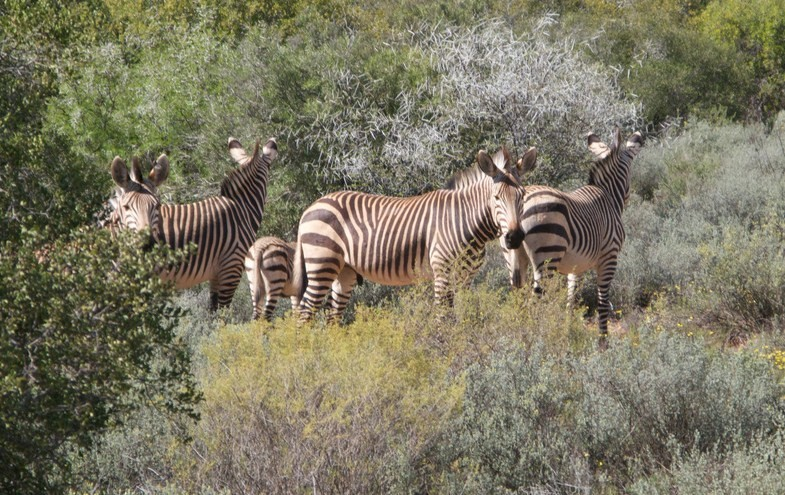
Un harem di zebre del Capo

La zebra di montagna vive in piccoli gruppi familiari costituiti da un unico stallone, da una, due o più giumente e dai loro puledri. I maschi scapoli vivono in gruppi separati e tentano di attrarre a sé le giovani femmine, opponendosi agli stalloni. I gruppi di zebra di montagna non si aggregano mai in mandrie come avviene nella zebra di pianura.
Le giumente danno alla luce un unico piccolo ogni dodici mesi. Come i cavalli, anche le zebre sono in grado di stare in piedi, camminare e poppare poco dopo la nascita. La giumenta si prende cura del puledro per un anno, trascorso il quale il giovane dovrà allontanarsi dal gruppo per unirsi ai gruppi di scapoli o agli harem.

## Conservazione
La specie è classificata come vulnerabile. La zebra di montagna del Capo è stata cacciata fin quasi all'estinzione e negli anni trenta ne rimanevano meno di 100 esemplari. Da allora, grazie ai progetti di conservazione, la popolazione è di nuovo aumentata e ora in natura se ne trovano più di 2700. Entrambe le sottospecie vivono al sicuro dei parchi nazionali, ma sono ancora minacciate. Per garantite la sopravvivenza a questa specie è attualmente all'opera un Programma per le Specie in Pericolo portato avanti dagli zoo europei, nonché vari progetti condotti da altre strutture in tutto il mondo.